# Pat Neshek
Patrick J. Neshek (ur. 4 września 1980) – amerykański baseballista, który występował na pozycji miotacza.

## Przebieg kariery
Neshek studiował na Butler University, gdzie w latach 2000–2002 grał w drużynie uniwersyteckiej Butler Bulldogs. W czerwcu 2009 został wybrany w szóstej rundzie draftu przez Minnesota Twins i początkowo występował w klubach farmerskich tego zespołu, między innymi w Rochester Red Wings, reprezentującym poziom Triple-A. W Major League Baseball zadebiutował 7 lipca 2006 roku w meczu przeciwko Texas Rangers, w którym rozegrał dwie zmiany, oddając jedno uderzenie. 30 lipca 2006 w spotkaniu z Detroit Tigers zanotował pierwsze zwycięstwo w MLB. W maju 2009 z powodu kontuzji prawego łokcia zmuszony był przejść operację Tommy’ego Johna, co wykluczyło go z gry do końca sezonu 2009.
W marcu 2011 został zawodnikiem San Diego Padres, w którym grał przez sezon. W styczniu 2012 podpisał niegwarantowany kontrakt z organizacją Baltimore Orioles i po występach w Norfolk Tides z Triple-A, 3 sierpnia 2012 podpisał roczną umowę z Oakland Athletics.
W lutym 2012 podpisał niegwarantowany kontrakt z St. Louis Cardinals z zaproszeniem na występy w meczach przedsezonowych w ramach spring training, a pod koniec marca 2012 został powołany do 25-osobowego składu Cardinals. W lipcu 2014 po raz pierwszy otrzymał powołanie do NL All-Star Team. W grudniu 2014 podpisał jako wolny agent dwuletni kontrakt z Houston Astros.
W listopadzie 2016 został zawodnikiem Philadelphia Phillies. W lipcu 2017 w ramach wymiany przeszedł do Colorado Rockies. W grudniu 2017 podpisał dwuletni kontrakt z Philadelphia Phillies.

## Nagrody i wyróżnienia
| Nagroda/wyróżnienie | Lata       | Źródło |
| 2× All-Star         | 2014, 2017 | [ 2 ]  |